# Hiidenportin alueet
Hiidenportin alueet este o arie protejată (arie specială de conservare — SAC, sit de importanță comunitară — SCI) din Finlanda întinsă pe o suprafață de 5.166 ha, integral pe uscat.

## Localizare
Centrul sitului Hiidenportin alueet este situat la coordonatele 63°52′29″N 29°03′22″E / 63.8747°N 29.0561°E.

## Înființare
Situl Hiidenportin alueet a fost declarat sit de importanță comunitară în august 1998 pentru a proteja 2 specii de plante și 4 specii de animale. Situl a fost protejat și ca arie specială de conservare în aprilie 2015.

## Biodiversitate
Situată în ecoregiunea boreală, aria protejată conține 17 habitate naturale: Fânețe de joasă altitudine (Alopecurus pratensis, Sanguisorba officinalis), Lacuri și iazuri distrofice naturale, Cursuri de apă de la nivel de câmpie la nivel montan, cu vegetație Ranunculion fluitantis și Callitricho-Batrachion, Pajiști fino-scandinave uscate până la mezice, bogate în specii de altitudine mică, Liziere de ierburi înalte hidrofile de câmpie și de nivel montan până la alpin, Turbării active, Mlaștini turboase de tranziție și turbării mișcătoare, Izvoare fino-scandinave și mlaștini produse de izvoare bogate în minerale, Mlaștini alcaline, Turbării Aapa, Pante stâncoase silicioase cu vegetație casmofită, Roci stâncoase cu vegetație pionieră de Sedo-Scleranthion sau Sedo albi-Veronicion dillenii, Taiga vestică, Păduri fino-scandinave bogate în ierburi cu Picea abies, Păduri de conifere pe eskere fluvioglaciare sau legate la acestea, Pășuni din zone de pădure fino-scandinave, Mlaștini împădurite.
La baza desemnării sitului se află mai multe specii protejate:
- plante (2): Cephalozia macounii, Ranunculus lapponicus
- mamifere (2): gluton (Gulo gulo), veveriță zburătoare siberiană (Pteromys volans)
- nevertebrate (2): Agathidium pulchellum, Pytho kolwensis

Pe lângă speciile protejate, pe teritoriul sitului au mai fost identificate 16 specii de plante, 15 specii de păsări, 4 specii de mamifere, 3 specii de nevertebrate, 39 de specii de pești.